# Daniel Man
Daniel Man, auch bekannt als Codeak, (* 1969 in London) ist ein britischer zeitgenössischer Künstler.

## Leben
1972 zieht er zunächst nach China, 1977 nach Deutschland um. Von 1999 bis 2003 studiert er an der Hochschule für Bildende Künste Braunschweig (bei Walter Dahn), 2004 bis 2005 an der Akademie der bildenden Künste München (bei Markus Oehlen). 2004 erhält er das Stipendium des Bayerischen Staatsministeriums für Kunst und Wissenschaft. Man lebt und arbeitet in der Nähe von München.

## Werk

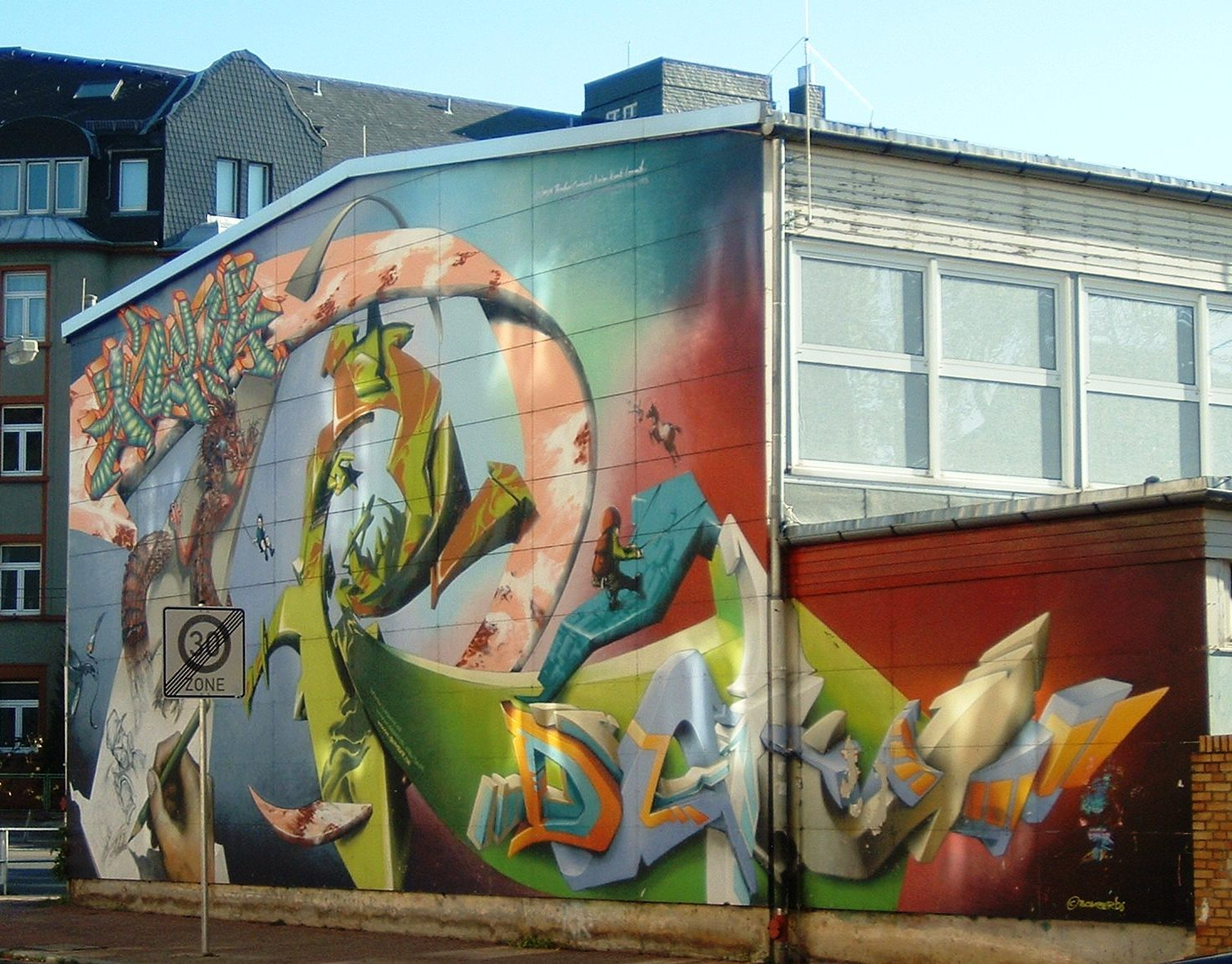
Wandbild von 1998 von DAIM, Bomber One, Loomit, Klark Kent und Codeak

Mans Werke sind in Kunstsammlungen vertreten, unter anderem in der Sammlung Reinking und im Lenbachhaus München.

### Mural Global
Im Rahmen von Mural Global, ein weltweites Wandmalprojekt zur Agenda 21, realisierte Daniel Man im Jahr 2000, damals noch unter seinem Graffiti-Namen Codeak, gemeinsam mit den brasilianischen Graffiti-Künstlern Os Gêmeos, ein großes Wandbild in Hildesheim mit dem Titel Kommunikation. Im Jahr 2001 entstand ein weiteres 300 m² großes Wandbild, gemeinsam mit den brasilianischen Graffiti-Künstlern Os Gêmeos, Vitché, Herbert Baglione und Nina Pandolfo sowie mit den deutschen Graffiti-Künstlern Loomit, DAIM und Tasek, in São Paulo, Brasilien. Das Wandbild liegt unter einem Viadukt des Beneficência-Portuguesa-Krankenhauses auf der Avendia 23 de Maio und beinhaltet das Thema Luft, Erde, Wasser und Feuer.
80 Wandbilder sind bisher im Rahmen des Wandmalprojektes Mural Global entstanden. Eine Initiative von Farbfieber e. V. Düsseldorf, unter Schirmherrschaft der UNESCO. Das Projekt wurde mit dem Innovationspreis Soziokultur 2002 des Fonds Soziokultur ausgezeichnet.

## Ausstellungen
Werke von Daniel Man wurden auf folgenden Einzel- und Gruppenausstellungen gezeigt:
- 2000: Urban Discipline 2000, Hamburg.
- 2001: Urban Discipline 2001, Hamburg.
- 2003: Dasein, Barlach-Museum, Wedel bei Hamburg.
- 2003: Los! Hoch die Flügel, Sonnenvogel!, Kunstgruppe Köln, Köln.
- 2004: bottle wonderland, mit Os Gêmeos, K31 Gallery Feuerstein, Lahr.
- 2004: 404 Yellow Pages, Museum of Modern and Contemporary Art, Genf.
- 2004: 404 Yellow Pages, Kunsthalle Palazzo, Liestal.
- 2004: Kabumm!, Raum 500, München.
- 2004: Träum weiter, Kunstgruppe Köln, Cologne.
- 2005: Favoriten, Lenbachhaus Kunstbau, München.
- 2005: Leben.eine Gebrauchsanweisung, Haus der Kunst, München.
- 2005: The 1000 lies of Identities, Siemens Sanat, Istanbul.
- 2005: 7, Sprüth Magers Lee, London.
- 2005: Passion des Sammelns, Sammlung Federkiel und Reinking, Halle 14, Leipzig.
- 2006: So wartet der alte Pflaumenbaum auf den Duft des Frühlings, Künstlerhaus Frise, Hamburg.
- 2006: Mothership Blueprints, Sprüth Magers Projekte, München.
- 2006: one of the first things, Under Construction, Istanbul.
- 2006: Coming Soon, Contemporary Art Projects Anke Blashofer, Berlin.
- 2006: Glauben und Wissen, Galerie der Künstler, Munich.
- 2006: Minimal Illusions – Arbeiten mit der Sammlung Rik Reinking, Villa Merkel, Esslingen.
- 2006: sculpture@CityNord, Galerie Borchardt, Hamburg.[7]
- 2006: Glauben und Wissen, Galerie der Künstler, München.
- 2007: still on and non the wiser, Kunsthalle Barmen, Von der Heydt-Museum, Wuppertal.[8]
- 2007: Wakin up nights, de Pury & Luxembourg, Zürich.[9][10]
- 2007: We are the people who are darker than blue, Stilwerk, Hamburg.
- 2007: Die Landung, Galerie Noah, Augsburg.
- 2007: Subsubnetcity, Atelier Berlin, Berlin.
- 2008: fresh air smells funny, Kunsthalle Dominikanerkirche, Osnabrück.[11][12]
- 2008: Call it what you like! Collection Rik Reinking, KunstCentret Silkeborg Bad, Silkeborg.[13][14]
- 2008: Out there somewhere in the middle of nowhere, Galerie der Künstler, München.
- 2009: Continuous perspectives #1, Nusser & Baumgart at Spinnerei Leipzig, Leipzig.[15]
- 2009: Urban Art aus der Sammlung Reinking, Weserburg Museum für moderne Kunst, Bremen.
- 2009: Strictly Painting V, Voges Gallery, Frankfurt.[16]
- 2010: Von mir aus, Kunstgruppe Köln, Köln.
- 2010: Hans & Helga, CDA Projects, Istanbul.
- 2010: Onkret, Kunstarkaden München.
- 2010: Only a butterfly is a good fly, Reinking Projekte, Hamburg.
- 2010: Je weiter desto besser, Zentrum für interdisziplinäre Forschung, Bielefeld.
- 2010: Ohne Ende, Ohne Titel, mit Julius Heinemann, Nusser & Baumgart, München.
- 2011: Pop Hits, TanzschuleProjects, München und Autocenter Berlin.
- 2011: BROKE, Schau Fenster, Berlin.
- 2011: the helping hounds of hell, Berlin Art Projects, Berlin und Hamburger Botschaft, Hamburg.[17]
- 2011: Gästezimmer, AtelierFrankfurt, Frankfurt.[18]
- 2011: Kalin Lindena & Daniel Man, TanzschuleProjects, München.
- 2012: reKOLLEKT, Kunstraum Kreuzberg Bethanien, Berlin.
- 2012: Sonderbar, Streitfeld Ateliers, München.
- 2012: Wie wahr ich, Spotlight Nusser & Baumgart, München.
- 2013: Daddy, you can’t make a cactus…this has been done!, Grimmuseum, Berlin.[19]
- 2013: Urbane Folklore, Kunstraum Innsbruck, Innsbruck.
- 2013: Deckkraft featuring…, Reisholzer Hafen, Düsseldorf.[20]
- 2013: Power of Glass, Bayerische Hofglasmalerei Gustav van Treeck, München.
- 2013: Geometry and Friends, Huntington Beach Art Center, Los Angeles.
- 2013: Tales from above, Gallery Molliné, Stuttgart.
- 2014: Kunst, Kultur, Respekt.de, Galerie der Künstler, München.
- 2014: Urban Art, Schloss Agathenburg, Agathenburg.
- 2014: Existenzielle Bildwelten, Sammlung Reinking, Weserburg Museum für moderne Kunst, Bremen.
- 2014: Gott und die Lust zur Mechanik, Museum im Kleihues-Bau, Kornwestheim.
- 2014: reKOLLEKT 2014, Galerie Borchardt, Hamburg.
- 2014: Wollfront, installation, zusammen mit Sebastian Giussani, Städtische Galerie Böblingen, Böblingen.
- 2014: Hangover Gardens, zusammen mit Ted Green, Kunstverein Friedberg, Friedberg (Hessen).
- 2014–2016: EIS, EISBABY, Lenbachhaus und Kunstbau, München.
- 2015: Yoyage Mezzanine, Mirta Demare Gallery, Rotterdam und Galerie Clara Maria Sels, Düsseldorf.
- 2015: Wollfront, zusammen mit Sebastian Giussani, Kesselhaus/Kunstverein Bamberg, Bamberg.
- 2016: Skateboarts, Forum Kunst Rottweil.
- 2017: UrbanArt Biennale, Völklinger Hütte, Völklingen.
- 2017: KOKORO, Petra Hetzler and Dina Renninger Galerie, München.
- 2018: I’m a Believer, Lenbachhaus und Kunstbau, München.
- 2018: Body & Soul, Künstlerhaus FAKTOR, Hamburg.
- 2018: Congratulations!, Kunstverein Speyer, Speyer.
- 2018: Ansbach Contemporary 2018, 2. Biennale, Ansbach.
- 2018: game over, insert coin / J´ adore, sa ma fait pleurer, zusammen mit Hadrien Dussoix, Gallery Andreas Binder, München.
- 2019: Z common ground, München.
- 2019: Reinking Collection, Woods Arts Institute, Hamburg.
- 2019: KOLLERNOW, Koller international Auctions, München.[21]
- 2020: STOA169, Polling.
- 2020: sorry for the in convenience, Kunstverein Ebersberg, Ebersberg.[22]
- 2021: STOA169 Nr.2, Polling.
- 2021: FOR FREE*, Gallery Andreas Binder, München.[23]
- 2021: KaB Project, ein Wandbild zusammen mit Yul Zeser, München.
- 2021: 25 Jahre Kunstgruppe, Salon Schmitz, Köln.